# Kasteel Bentheim

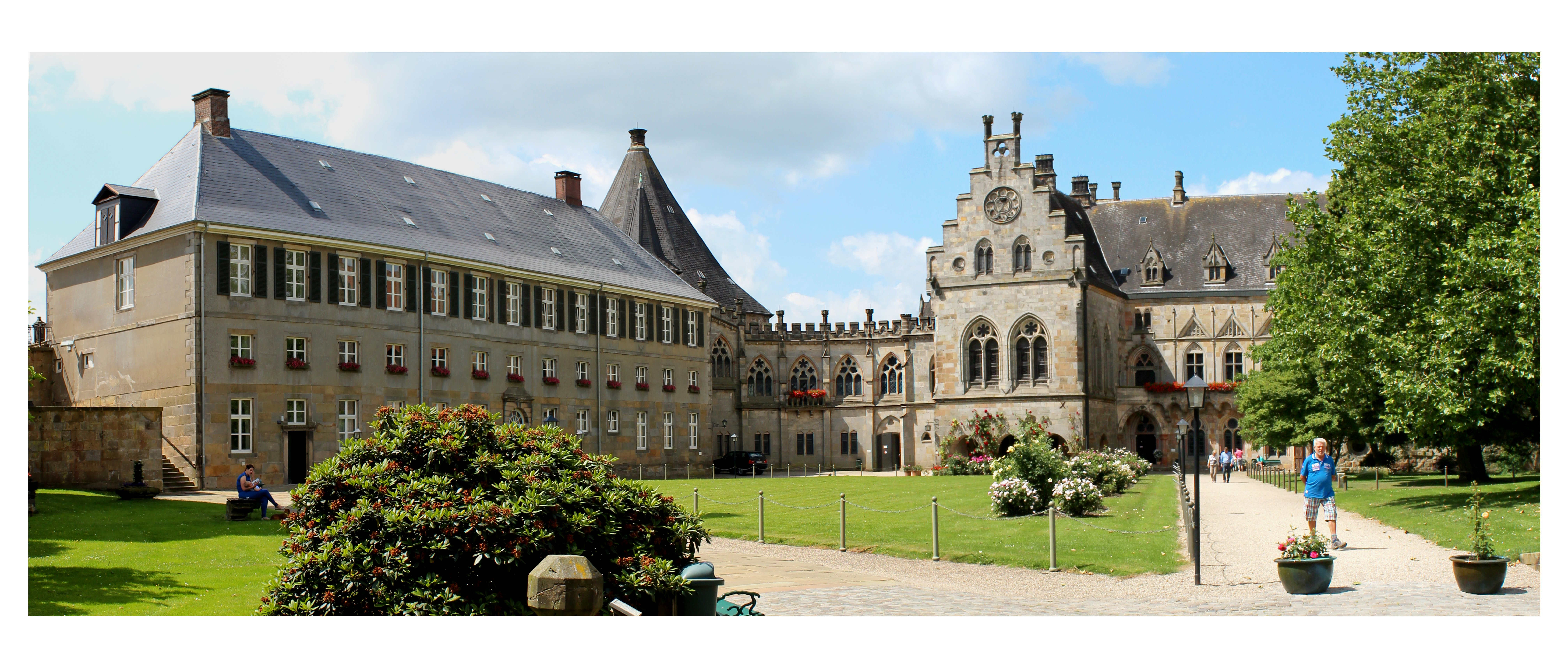
De binnenplaats

Kasteel Bentheim (Duits: Burg Bentheim) is een middeleeuws kasteel gelegen in Bad Bentheim in de Grafschaft Bentheim in Nedersaksen. Het kasteel is gebouwd van zandsteenblokken. Dit zandsteen draagt de naam van de plaats: Bentheimer zandsteen. Het kasteel is nog steeds bewoond maar de vestingwerken en enkele historische ontvangstruimtes zijn (tegen betaling) toegankelijk voor het publiek. Het woongedeelte wordt bewoond door de adellijke familie zu Bentheim und Steinfurt. Het kasteel is gelegen op een heuvel met een hoogte van 91,9 meter boven NN.

## Het gebouw
Wil men het kasteel betreden dan passeert men twee poorten. De onderste poort stamt nog uit de dertiende eeuw. De bovenste poort werd in de zeventiende eeuw ontworpen door de Nederlandse bouwmeester Philips Vingboons. De Kronenburg is het representatieve gotische woongebouw, dat in de late negentiende eeuw naar historisch voorbeeld werd gerenoveerd. De Kruittoren met zijn middeleeuwse kerker kreeg rond 1525 zijn huidige vorm. In het kasteel zijn dus meerdere bouwstijlen terug te vinden, zoals de romaanse stijl, gotiek en renaissance.
Vanaf de dertig meter hoge middeleeuwse kruittoren heeft men bij mooi weer een fraai uitzicht over Westfalen en Twente. In de kapel (de Katharinenkirche) bevindt zich het Crucifix van Bentheim (Duits: Herrgot von Bentheim) , een zandstenen kruisbeeld uit de twaalfde eeuw.

## Geschiedenis
Het kasteel Bentheim is sinds het midden van de twaalfde eeuw steeds door vererving familiebezit gebleven. De oudste bekende bezitters waren Otto II van Rheineck en zijn moeder Geertruid van Northeim. Vervolgens kwam het door het huwelijk van Otto's zuster Sophia van Rheineck met graaf Dirk VI van Holland Bentheim in handen van hun jongere zoon Otto van Bentheim. In de veertiende eeuw kwam de burcht door vererving in handen van de familie Van Güterswyk die zich later Van Bentheim noemde. Kasteel Steinfurt werd door huwelijk aan het bezit toegevoegd. In 1650 werd Bentheim bezocht door de kunstschilders Jacob van Ruisdael en Nicolaes Berchem, die het kasteel vastlegden op diverse schilderijen (een van deze schilderijen wordt permanent tentoongesteld in een galerie binnen Kasteel Bentheim). Tussen 1752 en 1804 werd Kasteel Bentheim verpand aan het Keurvorstendom Hannover. Sinds 1804 behoort het weer aan de familie Van Bentheim, die zich sinds 1817 Fürsten zu Bentheim und Steinfurt mag noemen.

## Afbeeldingen

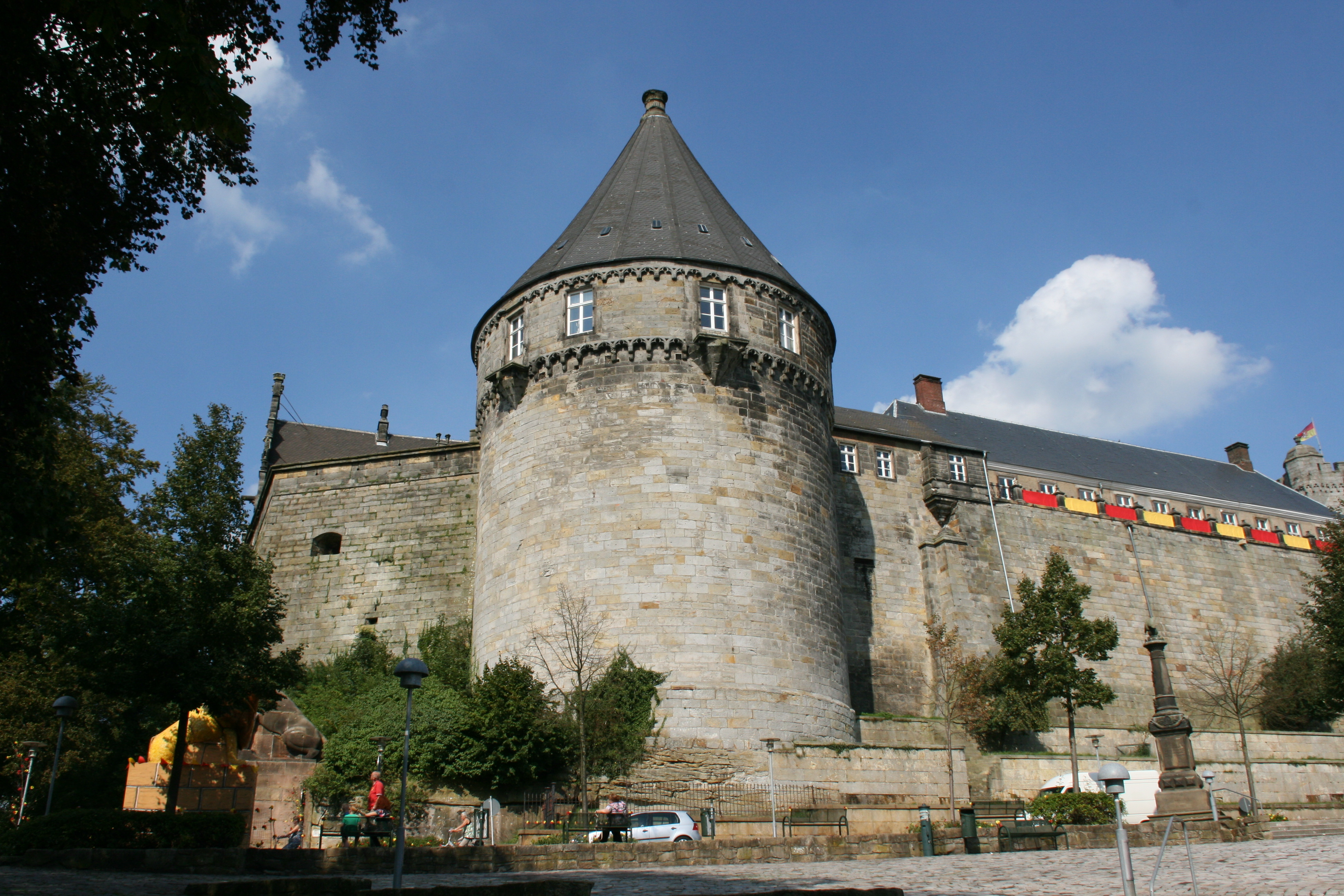
Batterieturm
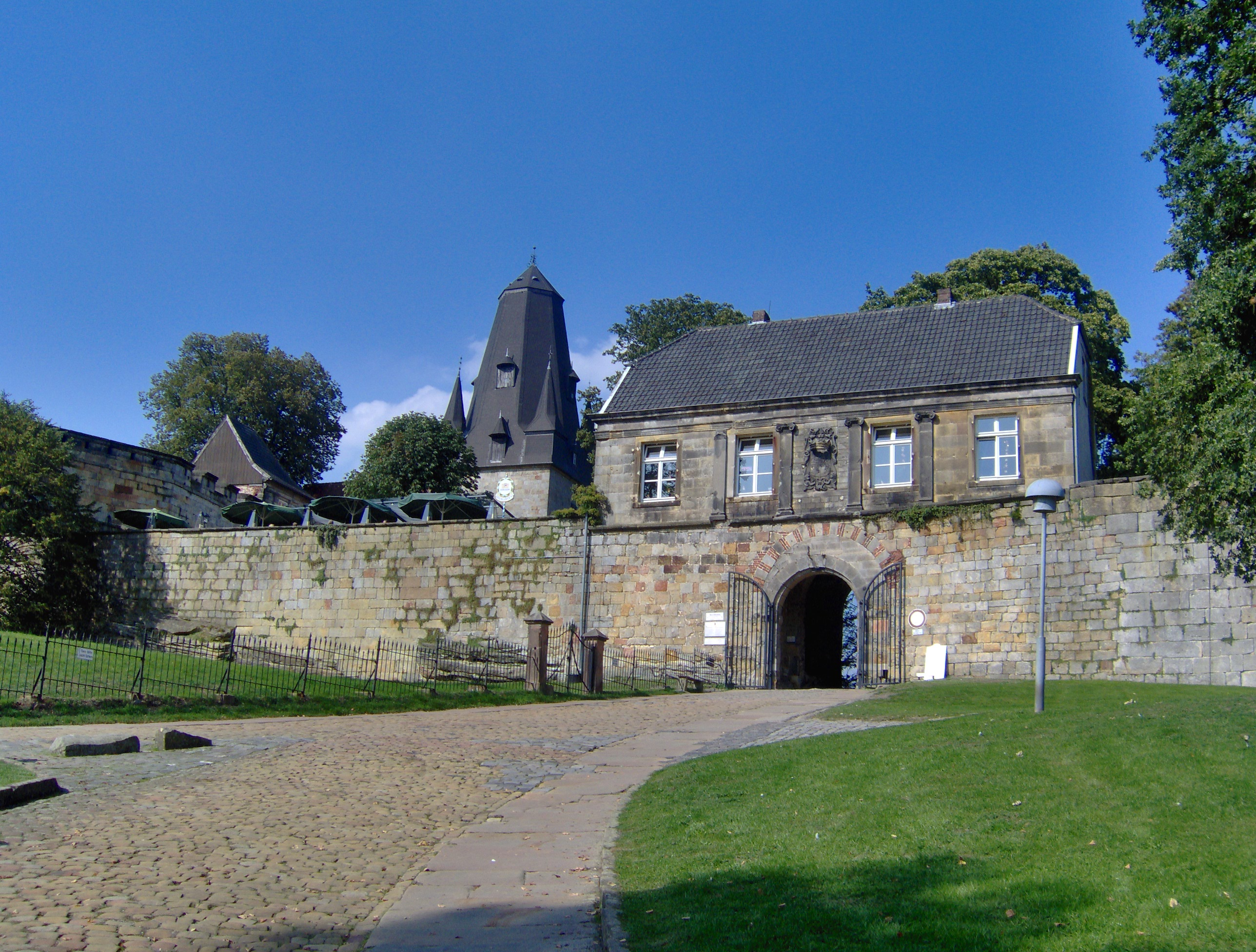
Onderste poort
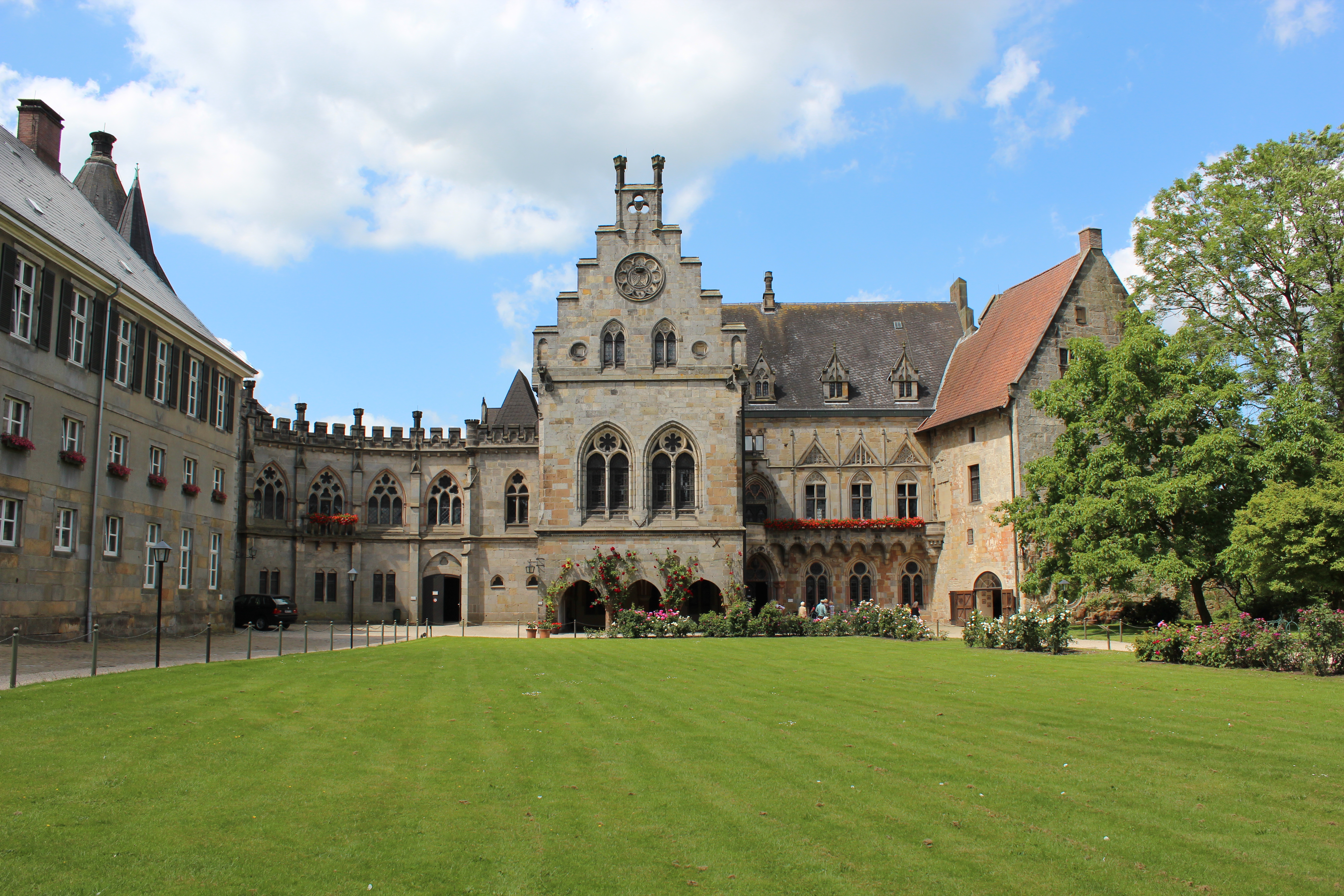
De binnenplaats
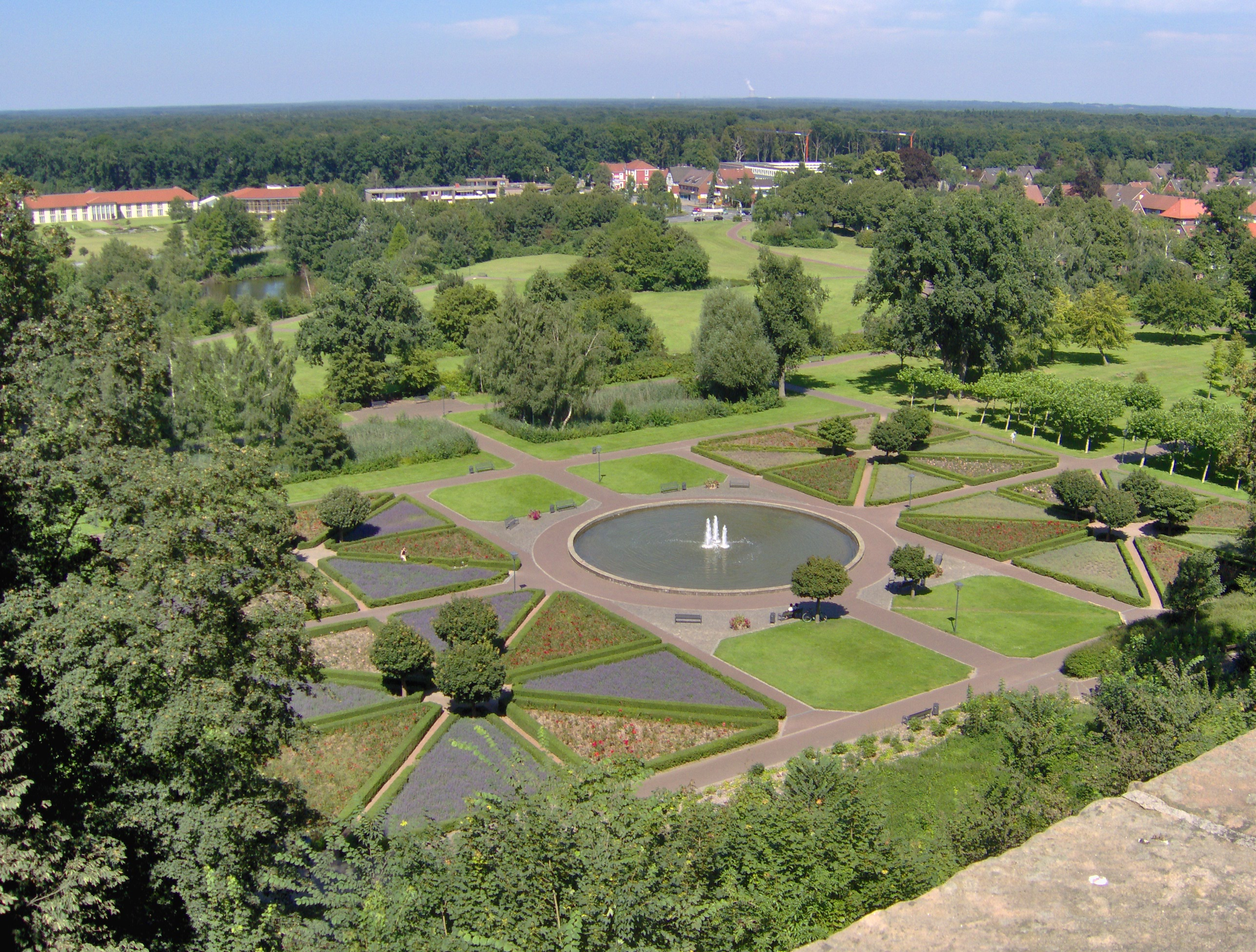
Kasteeltuin

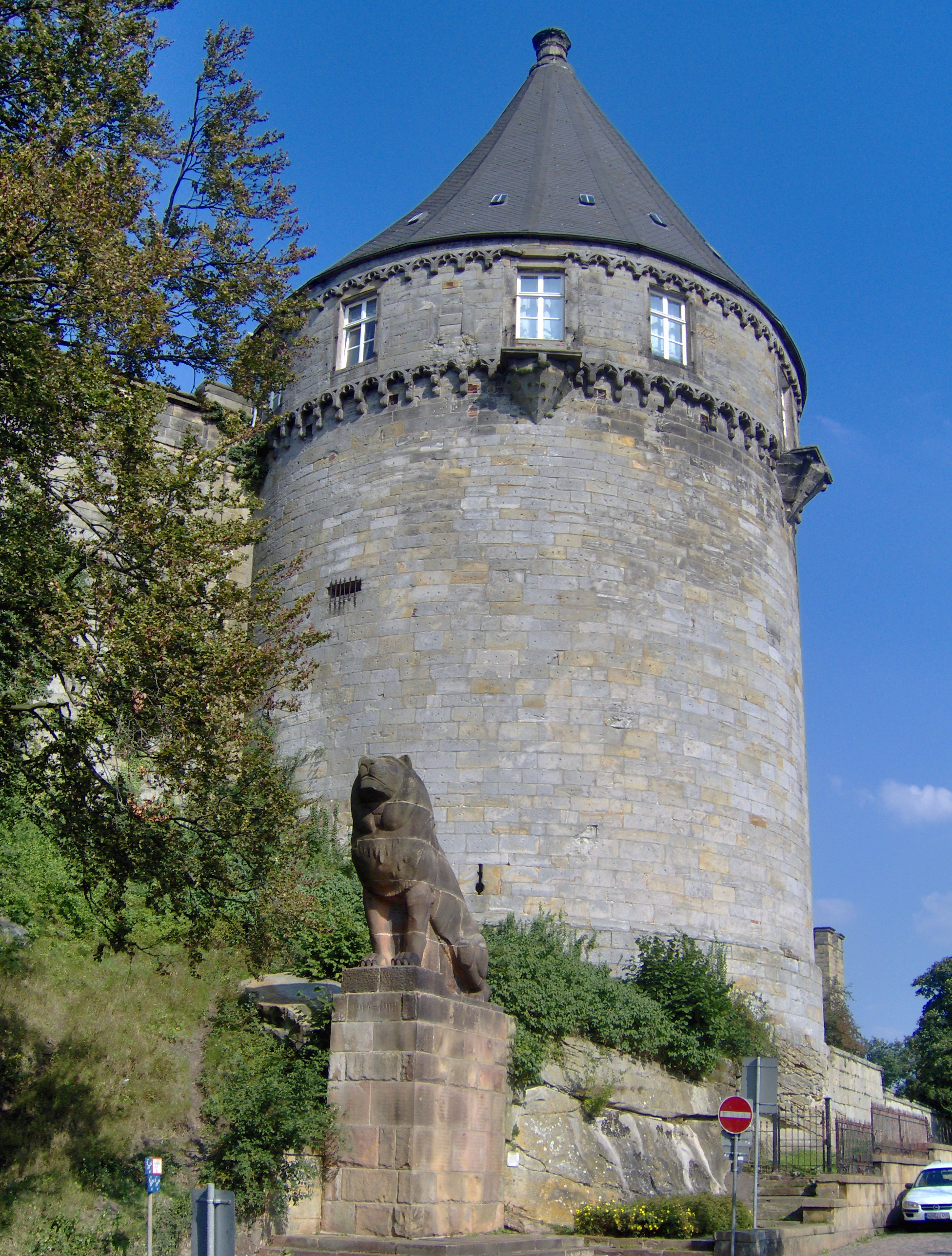
Batterieturm met Löwendenkmal
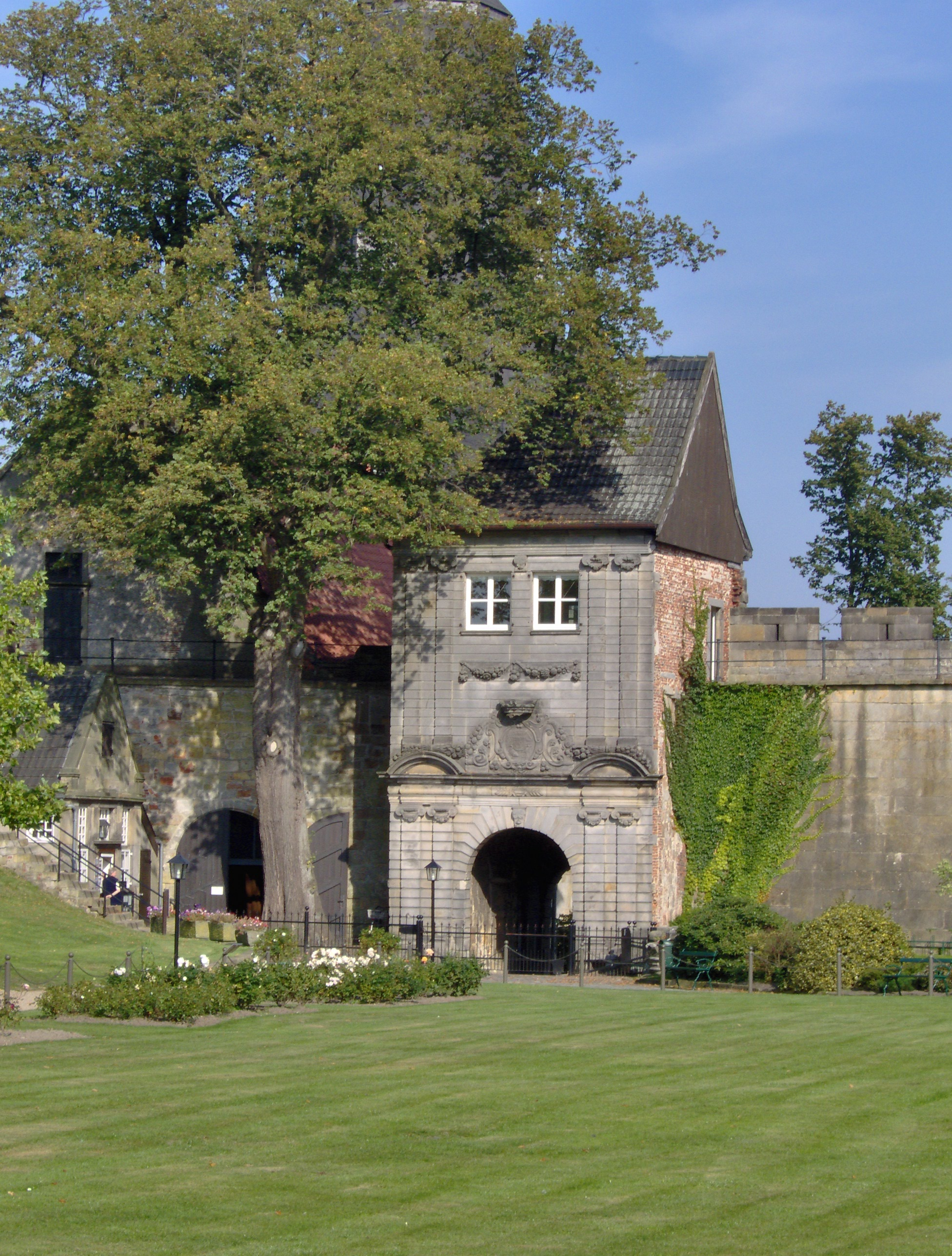
Bovenste Poort
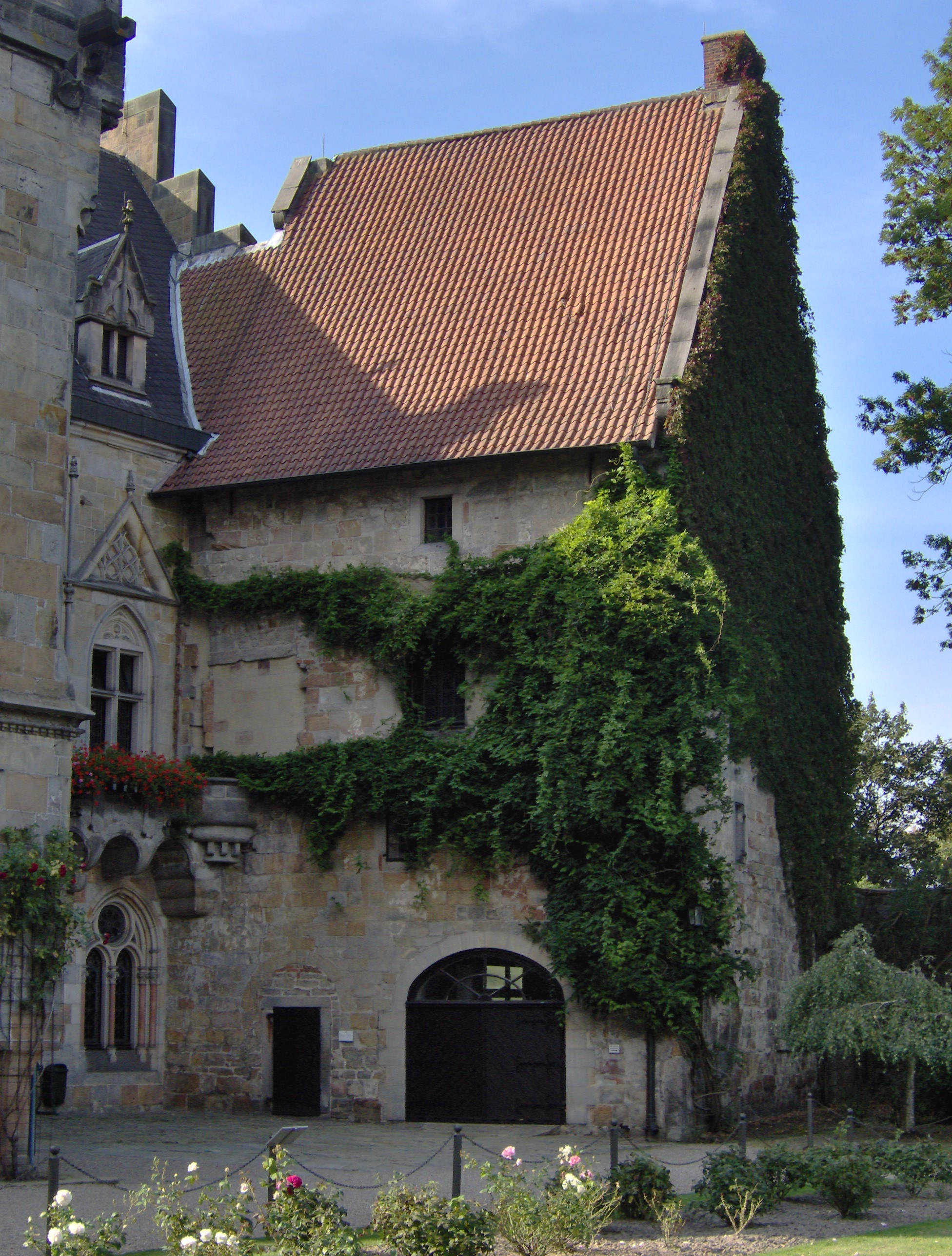
Kronenburg
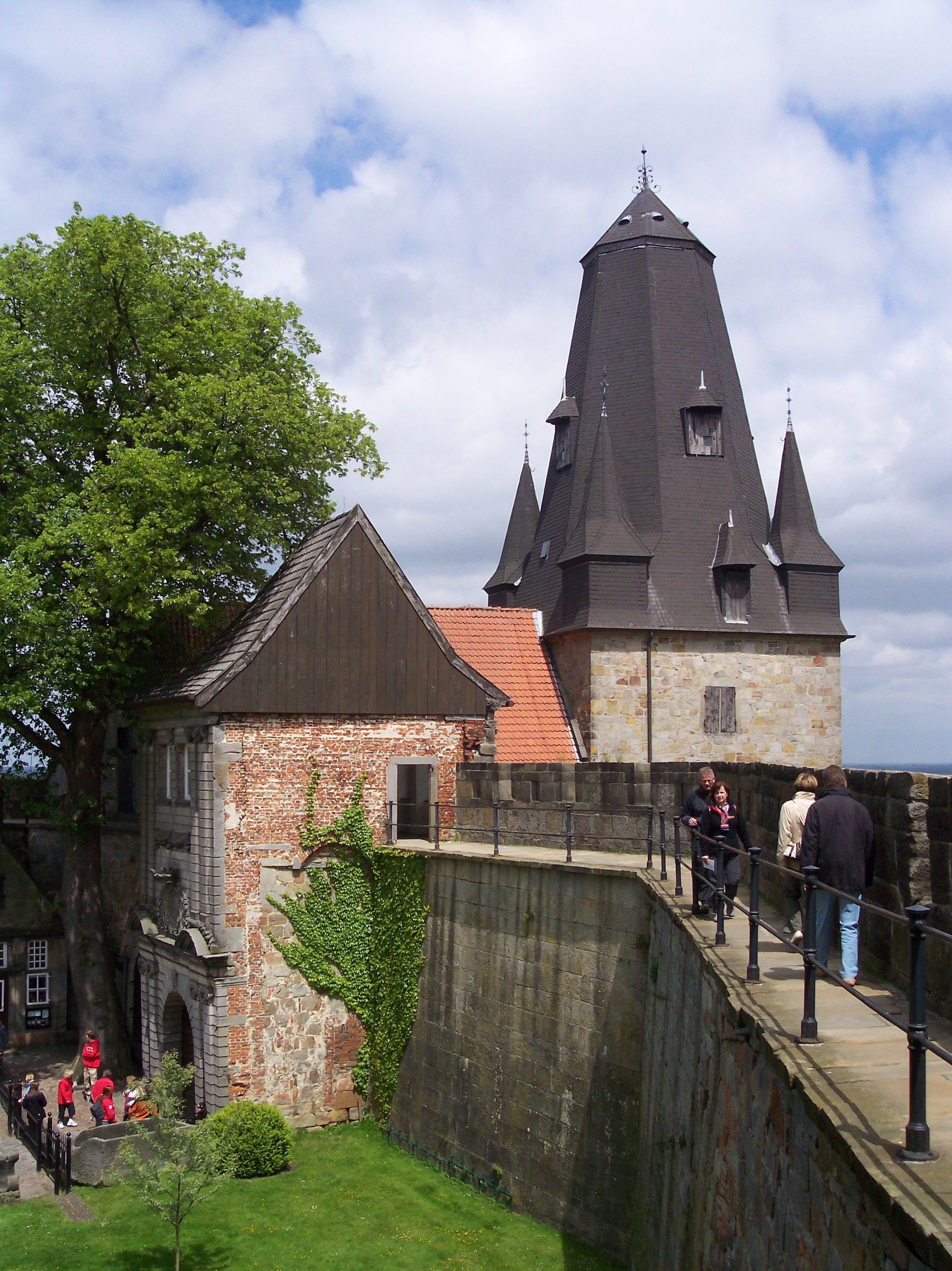
Kasteelmuur en toren van de Katharinenkirche